# Anonimowi Jedzenioholicy

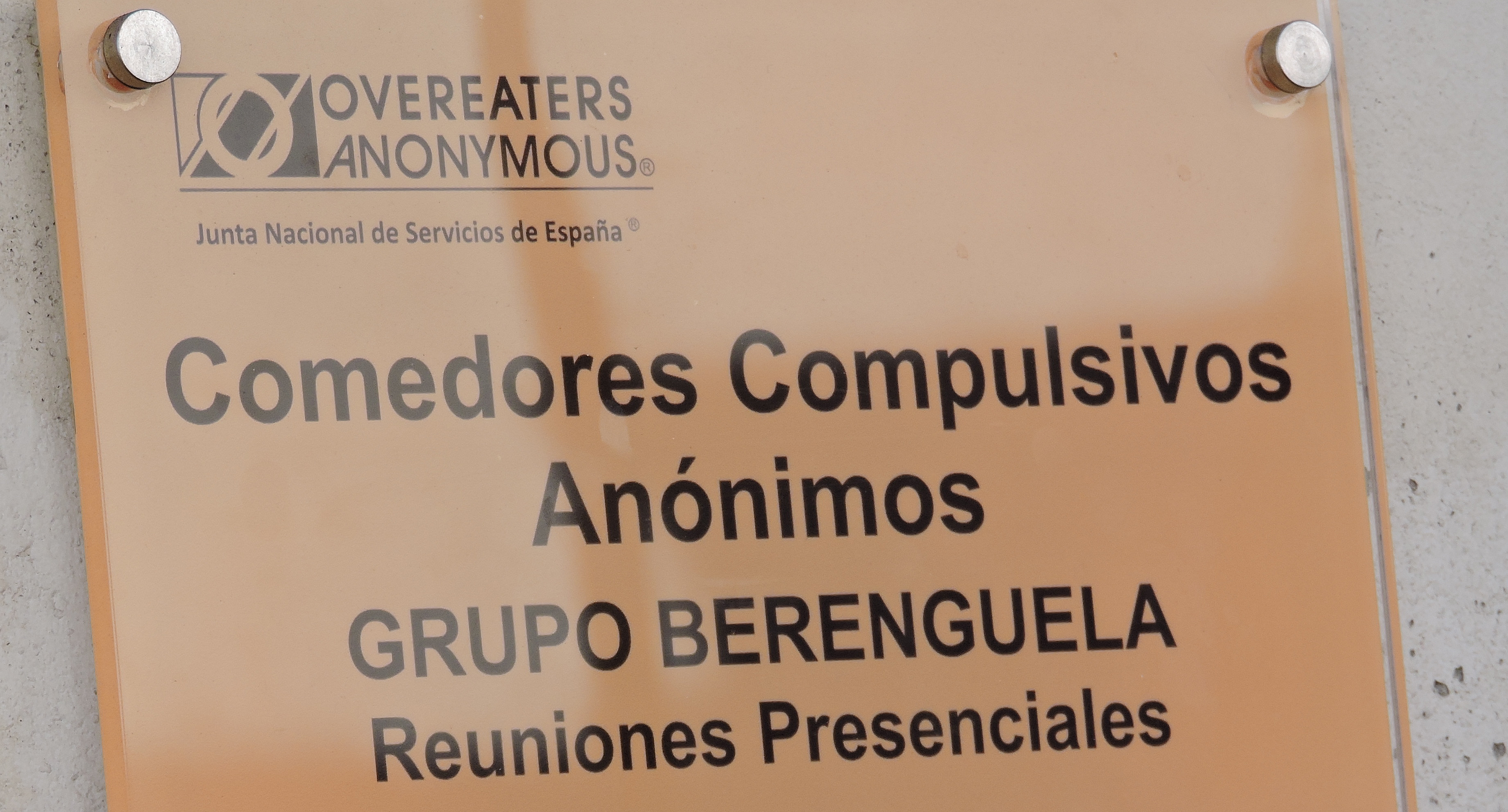
Grupa Comedores Compulsivos Anónimos (Anonimowi Jedzenioholicy) w Santiago de Compostela (Hiszpania)

Anonimowi Jedzenioholicy (dawniej Anonimowi Żarłocy) – oparte na programie 12 kroków Anonimowych Alkoholikow grupy dla osób mających problem z jedzeniem (jedzenie kompulsywne, bulimia, anoreksja, ortoreksja, jedzenie nocne, etc.).   
AJ szczególnie polecane jest dla osób, które spróbowały już wszystkich możliwych środków i nic nie było w stanie im pomóc przestać jeść w sposób destrukcyjny i zagrażający ich zdrowiu. Zainteresowani mogą znaleźć pomoc na mityngach które odbywają się w wielu miastach i przez Internet (Skype).

## Dwanaście Kroków Anonimowych Jedzenioholików:[2]
1. Przyznaliśmy, że jesteśmy bezsilni wobec jedzenia i że przestaliśmy kierować naszym życiem.
2. Uwierzyliśmy, ze Siła większa od nas samych może przywrócić nam zdrowie.
3. Postanowiliśmy powierzyć naszą wolę i nasze życie opiece Boga, jakkolwiek Go pojmujemy.
4. Zrobiliśmy gruntowny i odważny obrachunek moralny.
5. Wyznaliśmy Bogu, sobie i drugiemu człowiekowi istotę naszych błędów.
6. Staliśmy się całkowicie gotowi, aby Bóg uwolnił nas od wszystkich wad charakteru.
7. Zwróciliśmy się do Niego w pokorze, aby usunął nasze braki.
8. Zrobiliśmy listę osób, które skrzywdziliśmy i staliśmy się gotowi zadośćuczynić im wszystkim.
9. Zadośćuczyniliśmy osobiście wszystkim, wobec których było to możliwe, z wyjątkiem tych przypadków, gdy zraniłoby to ich lub innych.
10. Nadal prowadziliśmy obrachunek moralny, z miejsca przyznając się do popełnionych błędów.
11. Dążyliśmy poprzez modlitwę i medytację do coraz doskonalszej więzi z Bogiem, jakkolwiek Go pojmujemy, prosząc jedynie o poznanie Jego woli wobec nas oraz o siłę do jej spełnienia.
12. Przebudzeni duchowo w rezultacie tych Kroków, staraliśmy się nieść posłanie innym jedzenioholikom i stosować te zasady we wszystkich naszych poczynaniach.

AJ powstało w 1960 r. i posiada grupy istniejące w ponad 75 krajach.